# Woodway (Washington)
Woodway es una ciudad ubicada en el condado de Snohomish en el estado estadounidense de Washington. 

## Demografía e ingresos
En el año 2000 tenía una población de 1.144 habitantes y una densidad poblacional de 324,4 personas por km².
Según la Oficina del Censo en 2000 los ingresos medios por hogar en la localidad eran de $101.633, y los ingresos medios por familia eran $109.428. Los hombres tenían unos ingresos medios de $86.928 frente a los $33.333 para las mujeres. La renta per cápita para la localidad era de $51.613. Alrededor del 2,4% de la población estaban por debajo del umbral de pobreza.